# 19188 Dittebesard
19188 Dittebesard è un asteroide della fascia principale. Scoperto nel 1991, presenta un'orbita caratterizzata da un semiasse maggiore pari a 2,7013457 UA e da un'eccentricità di 0,1755894, inclinata di 11,70211° rispetto all'eclittica.